# Bürglen (berg)
Bürglen är ett berg i Schweiz.   Det ligger i distriktet Bezirk Affoltern och kantonen Zürich, i den centrala delen av landet, 90 km öster om huvudstaden Bern. Toppen på Bürglen är 915 meter över havet, eller 370 meter över den omgivande terrängen. Bredden vid basen är 21,4 km. Bürglen ingår i Albis.
Terrängen runt Bürglen är huvudsakligen lite kuperad. Runt Bürglen är det tätbefolkat, med 550 invånare per kvadratkilometer.. Närmaste större samhälle är Zürich, 12,1 km norr om Bürglen. 
I omgivningarna runt Bürglen växer i huvudsak blandskog.